# Ixodes pomeranzevi
Ixodes pomeranzevi är en fästingart som beskrevs av Serdyukova 1941. Ixodes pomeranzevi ingår i släktet Ixodes och familjen hårda fästingar. Inga underarter finns listade i Catalogue of Life.